# Medinophyto dilecta
Medinophyto dilecta là một loài ruồi trong họ Tachinidae.